# Onur Air

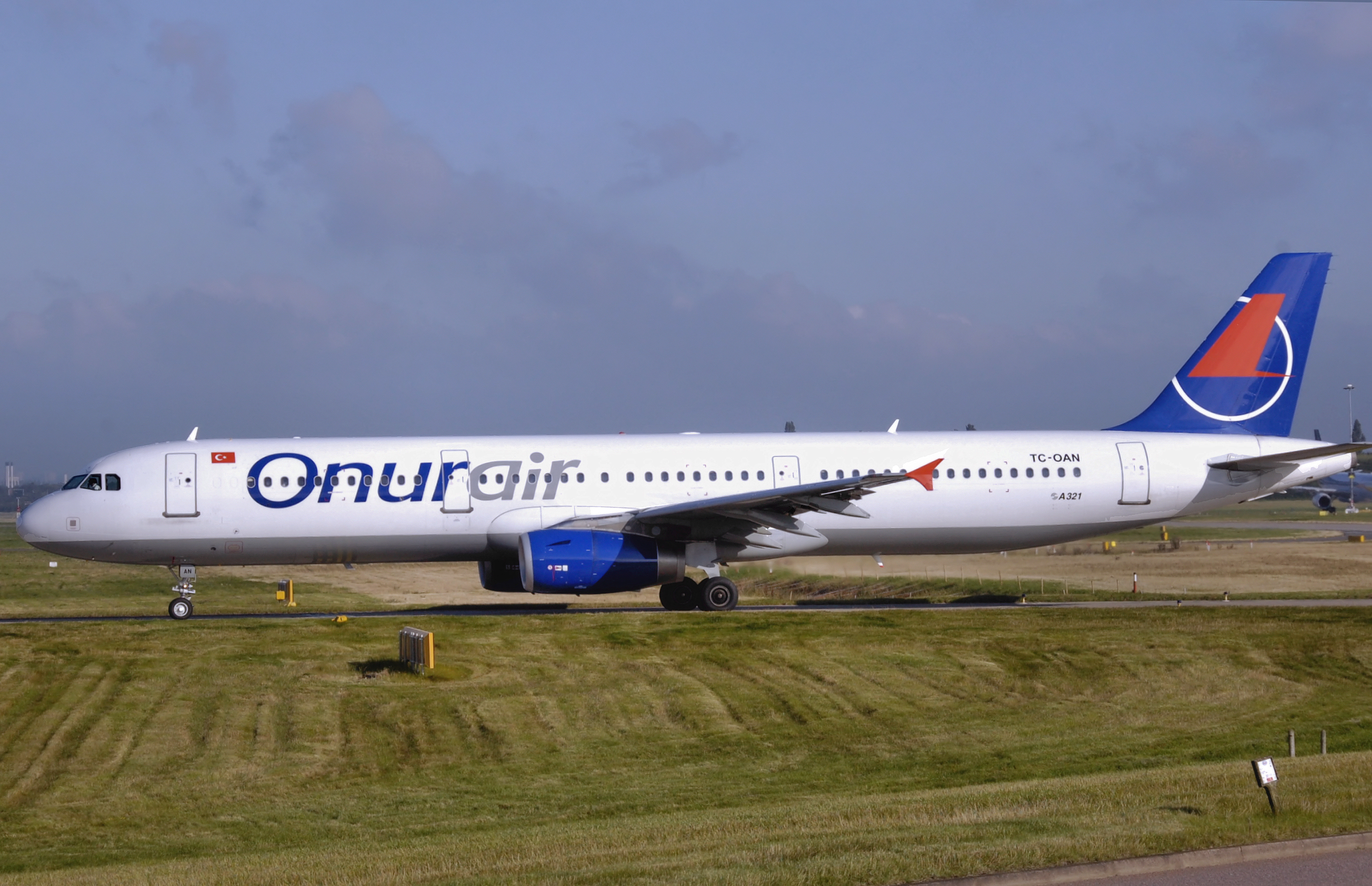
A321 в Бирмингеме

Onur Air (Onur Havayolları Taşımacılık A.Ş.) — турецкая бюджетная авиакомпания со штаб-квартирой в Стамбуле. Выполняла регулярные внутренние и международные рейсы из Аэропорта Стамбула, внутренние из аэропорта Антальи, а также чартерные рейсы из Европы на турецкие курорты. В апреле 2022 года компания была объявлена банкротом.

## История
Авиакомпания была основана 14 апреля 1992 года и выполнила первый рейс в мае этого же года в Эрджан, Северный Кипр на A320.
В течение года парк авиакомпании вырос до 4 A320. В 1994 Onur Air подписала соглашение с Ten Tour, одной из лидирующих компаний на рынке туризма Турции в тот момент, что дало скачок в развитии — в 1995 году самолётов было уже 9. В 1996 году авиакомпания была приобретена Ten Tour, парк продолжал расширяться за счёт A320, а также более вместительных широкофюзеляжных A300. В 1997 парк продолжил расширяться за счёт A300 и MD-88.
В 1999, в связи с кризисом, парк компании был уменьшен с 16 самолётов до 9. Начиная с начала 2000-х компания опять начала показывать рост.

## Маршрутная сеть

### Регулярные рейсы
В данной таблице приведены только города регулярных рейсов. Список не включает чартерные рейсы.
| Город     | Из Стамбула | Из Антальи | Из Лефкоши |
| --------- | ----------- | ---------- | ---------- |
| Адана     | зелёная ✓   |            |            |
| Анталья   | зелёная ✓   | ·          |            |
| Аланья    | зелёная ✓   |            |            |
| Бодрум    | зелёная ✓   |            |            |
| Воронеж   |             | зелёная ✓  |            |
| Газиантеп | зелёная ✓   |            |            |
| Даламан   | зелёная ✓   |            |            |
| Диярбакыр | зелёная ✓   |            |            |
| Измир     | зелёная ✓   |            |            |
| Лефкоша   | зелёная ✓   |            | ·          |
| Малатья   | зелёная ✓   |            |            |
| Одесса    | зелёная ✓   |            |            |
| Самсун    | зелёная ✓   |            |            |
| Стамбул   | ·           | зелёная ✓  | зелёная ✓  |
| Трабзон   | зелёная ✓   |            | зелёная ✓  |
| Шанлыурфа | зелёная ✓   |            |            |
| Элязыг    | зелёная ✓   | зелёная ✓  |            |
| Эрзинджан |             | зелёная ✓  |            |
| Эрзурум   | зелёная ✓   |            |            |
| Москва    | зелёная ✓   |            |            |

### Деятельность в России
Авиакомпания выполняла чартерные рейсы на регулярной основе из Антальи в Москву (Шереметьево, Жуковский) и Казань, также авиакомпания совершала рейсы в Екатеринбург, Калининград. В рамках летнего расписания 2019 года началось выполнение рейсов из Стамбула в Нальчик и Анапу.

## Флот

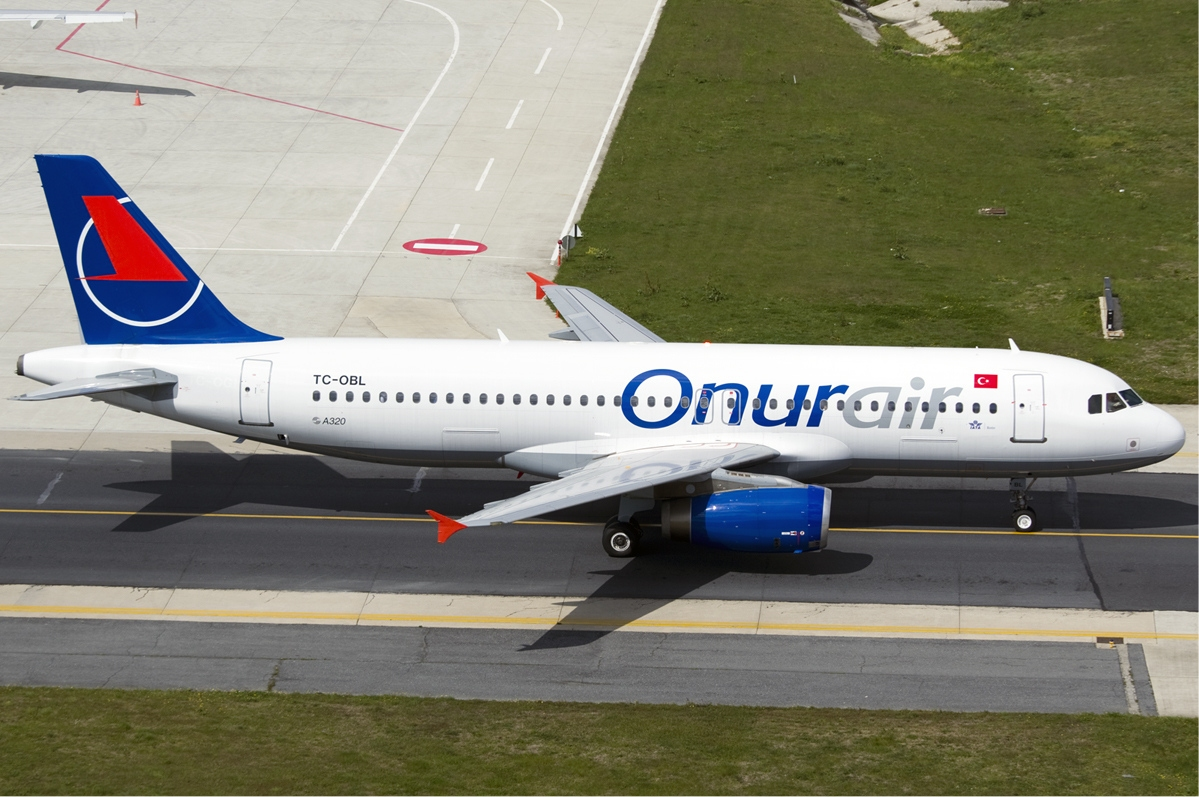
A320 в Стамбуле (2011)

### Текущий
| Самолёт     | В эксплуатации | Заказано | Пассажиры      | Примечания                                   |
| ----------- | -------------- | -------- | -------------- | -------------------------------------------- |
| Airbus A320 | 8              | —        | 180Y           |                                              |
| Airbus A321 | 9              | —        | 210Y 219Y 220Y |                                              |
| Airbus A330 | 4              | —        | 3x358 1x360    | 4 самолёта переданы в лизинг Saudi для Хаджа |
| Итого       | 26             | —        |                |                                              |

На апрель 2014 средний возраст авиапарка составляет 16,6 лет.

### История флота

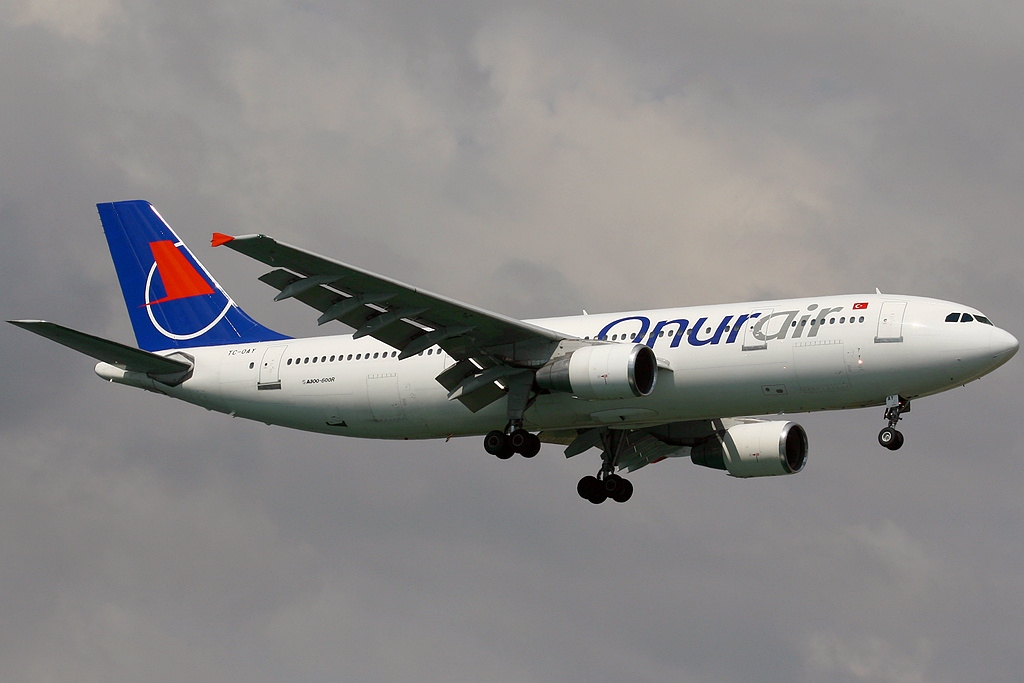
Airbus A300 TC-OAY, выведен из эксплуатации в 2008

| Самолёт                 | Введён в эксплуатацию | Выведен из эксплуатации |
| ----------------------- | --------------------- | ----------------------- |
| Airbus A300             | 1996                  | 2013                    |
| Airbus A320-200         | 1992 2002             | 1999 .                  |
| Airbus A321-100/-200    | 1998                  |                         |
| Airbus A330-300         | 2010                  |                         |
| McDonnell Douglas MD-82 | 2007                  | 2009                    |
| McDonnell Douglas MD-83 | 2005                  | 2009                    |
| McDonnell Douglas MD-88 | 1997                  | 2011                    |

## Onur Air Teknik
Авиакомпания обладает собственным центром технического обслуживания самолётов Onur Air Teknik в аэропорту Стамбула, который имеет лицензию на выполнение лёгких форм технического обслуживания, а также на проведение C-Check.

## Авиационные происшествия
- 17 июня 2003, MD-88, рейс 2264, выкатился за пределы ВПП в Гронингене, Нидерланды, после прерванного взлёта. Жертв и пострадавших не было[7].
- 1 января 2007, во время разбега у MD-88, следовавшего из Стамбула в Измир, открылась дверь багажного отделения, в результате несколько чемоданов оказались на ВПП и в море. Самолёт продолжил взлёт и затем безопасно вернулся в аэропорт вылета.[8]
- 11 июня 2007, отказ двигателя лайнера MD-83 во время взлёта из Манчестера, сопровождавшийся обломками на протяжении ВПП. Самолёт безопасно вернулся в аэропорт вылета[9].